# Уткин, Алексей Фёдорович
Алексей Фёдорович У́ткин (15 января 1928, деревня Забелино,  Касимовский уезд,  Рязанская губерния — 24 января 2014, Санкт-Петербург) — советский и российский учёный, конструктор ракетных комплексов, спроектировал стартовый комплекс и подвижной состав для Боевого железнодорожного ракетного комплекса. Доктор технических наук (1989), профессор (1993), академик Российской академии космонавтики им. К. Э. Циолковского (1994), Санкт-Петербургской инженерной академии (1994). Заслуженный деятель науки и техники (1995), лауреат Ленинской (1976), Государственной (1980) премий СССР.

## Биография
В 1945 году окончил Лашманскую поселковую школу, поступил в Ленинградский военно-механический институт и в 1951 году, окончив обучение, получил квалификацию инженера-механика. Молодого специалиста распределили в Морское артиллерийское центральное конструкторское бюро (ЦКБ-34) — так в те годы именовалось Конструкторское бюро специального машиностроения (КБСМ).
В ЦКБ-34 в должности инженера-конструктора начал свой путь в области военной техники с участия в создании корабельных артиллерийских башенных установок (МК-5 и МК-5бис).
В середине 1950-х годов, с началом в стране эры ракетного оружия, ЦКБ-34 получило заказы на проектирование первых стартовых установок для кораблей ВМФ. С этого времени А. Ф. Уткин принял активное участие в разработке надпалубных корабельных пусковых установок (СМ-69, СМ-70, СМ-76, СМ-77), проявив технические и организаторские способности.
В 1959 году стал ответственным представителем Главного конструктора на заводах-изготовителях. Сборка, заводские испытания, ходовые испытания с пусками ракет, сдача на вооружение стартовых установок для крылатых ракет комплексов П-35, а впоследствии зенитного ракетного комплекса С-200.
С 1963 года — начальник крупного конструкторского отдела, в котором наряду с работами по морской и зенитной тематикам начаты конструкторские проработки и экспериментальные исследования по созданию стартовых систем для Ракетных войск стратегического назначения (РВСН).
В 1967 году назначен заместителем Главного конструктора, а в 1970 году Главным конструктором — начальником комплекса.
За период с 1970 по 1990 год под его руководством разработаны и сданы в эксплуатацию 4 стартовых комплекса с шахтными пусковыми установками для запуска баллистических ракет, железнодорожный стартовый комплекс 15П761, пусковая установка для крылатых ракет на подводных лодках и мобильная пусковая установка зенитного ракетного комплекса С-300.
Под руководством и при личном участии конструктора разработаны методология индустриального способа строительства стартовых установок шахтного типа для РВСН и современные методы оптимизации их параметров и массо-габаритных характеристик.
Изобретение, внедрённое в пусковую установку зенитного ракетного комплекса С-300П, дало возможность решить схему передачи стартовой нагрузки без передачи динамики при старте ракеты.
В процессе создания железнодорожного стартового комплекса внёс большой научный вклад при исследовании несущей способности и деформативности податливого грунтового основания при больших динамических нагрузках. Результаты натурных экспериментальных исследований с помощью специального динамического стенда легли в основу теоретических исследований и разработки экспресс-метода по прогнозу несущей способности и деформативности грунтовых оснований на неподготовленных в инженерном отношении площадках. Им решена проблема передачи больших массовых нагрузок на железнодорожное полотно в процессе эксплуатации машин, а с использованием имеющихся экспериментальных данных по воздействию железнодорожного полотна на буксы подвагонных тележек решена фундаментальная задача по динамике нагружения агрегатов комплекса. Созданный под его руководством боевой железнодорожный стартовый комплекс обладает высокой живучестью за счёт манёвренности и скрытности.
Под руководством и при личном участии Алексея Уткина был выполнен большой объём теоретических исследований в процессе поиска оптимальных решений по созданию специальных машин, длительное время работающих в агрессивной среде (морская вода). Для обеспечения надёжного функционирования специальных машин в этих условиях была решена проблема выбора конструктивных материалов, покрытий, стойких к морской воде.
Одной из последних разработок КБ под руководством А. Ф. Уткина стали уникальные железнодорожные стреловые краны грузоподъёмностью 80 тс и 150 тс, выполненные на уровне мировых стандартов. Созданная и подтверждённая патентом гидравлическая система железнодорожного крана грузоподъёмностью 150 тс позволила эффективно выполнять совмещение операций в процессе подъёма-опускания груза, поворота крана, телескопирования стрелы.
А. Ф. Уткин — доктор технических наук, профессор. С 1968 года по совместительству преподаёт в Балтийском государственном техническом университете (БГТУ «Военмех») на кафедре стартовых и технических комплексов ракет и космических аппаратов. Автор книги «Отечественные стратегические ракетные комплексы» (1999), а также свыше 70 научно-технических трудов и более 100 изобретений, защищённых авторскими свидетельствами и патентами, большинство из которых внедрены в производство.
В 1976 году удостоен Ленинской премии. В 1980 году за создание пусковой установки ЗРК С-300П ему присуждена Государственная премия; в 1995 году Указом Президента РФ ему присвоено звание «Заслуженный деятель науки и техники Российской Федерации». Он награждён также орденом Трудового Красного Знамени и знаком «Почётный железнодорожник».
А. Ф. Уткин избран академиком Российской академии ракетных и артиллерийских наук, Российской академии космонавтики имени К. Э. Циолковского, членом-корреспондентом Санкт-Петербургской инженерной академии, членом научного совета Российской академии наук по проблемам машиностроения и технологии процессов.
В последние годы жизни работал советником генерального директора ОАО «Конструкторское бюро специального машиностроения».
Скончался на 87-м году жизни в Санкт-Петербурге 24 января 2014 года. Похоронен на Богословском кладбище.

Могила Уткина на Богословском кладбище Санкт-Петербурга.

### Семья
Отец — Уткин Фёдор Дементьевич (1896—1940), свою трудовую деятельность начал в 14 лет; работал на заводах в посёлках Клетино, Пустобор Рязанской области, в дальнейшем был плановиком-экономистом на чугунолитейном заводе в посёлке Лашма.
Мать — Уткина (Лашина) Анисия Ефимовна (1894—1981), всю жизнь занималась воспитанием четырёх сыновей и вела домашнее хозяйство.
Супруга — Уткина (Антипова) Валентина Григорьевна (р. 1931).
Дочь — Иванова (Уткина) Людмила Алексеевна (р. 1954), окончила Ленинградский институт точной механики и оптики.
Внук — Иванов Алексей Михайлович (р. 1977), студент 5-го курса Балтийского государственного технического университета.
Брат — Уткин, Владимир Фёдорович (1923—2000) — российский, советский учёный и конструктор в области ракетно-космической техники. Дважды Герой Социалистического труда. Первый заместитель главного конструктора и начальника, главный конструктор и начальник КБ «Южное» (город Днепропетровск, Украина).
Брат — Уткин Николай Фёдорович (1919—1989), профессор, на протяжении 19 лет работал проректором Балтийского государственного технического университета.
Брат — Уткин Пётр Фёдорович (1925—1974), служил в Вооружённых Силах СССР, подполковник Советской Армии.

### Увлечения
Алексей Фёдорович любил заниматься строительством на даче и работать с деревом. Красивое дерево и камень, особенно когда они срезаны и отполированы мастером с проявлением волокон причудливого рисунка, воспринимал как прекрасное творение природы.
В свободное время не упускал возможности прочесть очередную книгу, предпочитая исторические романы. Любил романс, особенно в исполнении Галины Каревой и Олега Погудина. Являлся поклонником творчества Бориса Штоколова и Анны Герман. Из кинофильмов выделял картины с участием Жана Маре, Жана Габена, Вячеслава Тихонова, Алексея Баталова, Михаила Жарова, Николая Черкасова, Александра Борисова.
В студенческие годы был страстным болельщиком институтских баскетбольных команд. Находясь на пенсии, с удовольствием смотрел телетрансляции матчей по баскетболу.

## Награды и звания
- Орден Трудового Красного Знамени (1959)
- Медаль «В память 300-летия Санкт-Петербурга»
- медаль «За доблестный труд. В ознаменование 100-летия со дня рождения Владимира Ильича Ленина»
- Медаль «Ветеран труда»

### Почётные звания
- Заслуженный деятель науки и техники РСФСР (1995)
- Почётный железнодорожник

### Премии
- Лауреат Ленинской премии (1976)
- Лауреат Государственной премии СССР (1980)

### Почётный гражданин
Уткин Алексей Фёдорович был избран почётным гражданином города Рязань и Касимовского района.